# Alcher z Clairvaux
Alcher z Clairvaux († 1180) byl cisterciácký mnich v clairvauxském opatství ve 12. století.

## Život a dílo
O Alcherovi jsou zprávy díky dvěma knihám, jejichž autorství se mu připisuje (má se ale za to, že knihy jsou dílem anonymních autorů, Alcherových současníků). Svatý Tomáš Akvinský Alchera zmiňuje ve své knize De Spiritu et anima. Alcherovi připisovaná sbírka textů ze 70. let 12. století je považována za cenný zdroj poznání o středověkém vnímání sebekázně a sebeovládání. Alcherovi je také připisováno autorství knihy De Deo diligendo. Propracovával také Macrobiovu teorii o pěti druzích snů – oraculum, visio, somnum, insomnium a phantasma.